# Miechowice Oławskie
Miechowice Oławskie (niem. Mechwitz) – wieś w Polsce położona w województwie dolnośląskim, w powiecie strzelińskim, w gminie Wiązów.

## Podział administracyjny
W latach 1975–1998 miejscowość administracyjnie należała do województwa wrocławskiego.

## Historia
Nazwę miejscowości w formie "Mechouice" wymienia spisany około 1300 roku średniowieczny łaciński utwór opisujący żywot świętej Jadwigi Vita Sanctae Hedwigis.

## Zabytki
Do wojewódzkiego rejestru zabytków wpisane są:
- Kościół ewangelicki w Miechowicach Oławskich, w ruinie z XV w., XIX w. z epitafiami z XVI i XVII w.:
- Hansa von Pannwitz (zm. 1547) z żoną Barbarą von Otwein (zm. 1518)[4] - dworzanina cesarza Ferdynanda I Habsburga, z ośmioma herbami, po cztery w rzędach na górze i na dole pyty[7]
- Ferdinanda Kaspara i Marianny,
- Leonhardta von Tschirsky`ego z 1721,
- Georga Friedricha von Kittlitza z około 1625 i jego żony:
- Barbary von  Frankenberg. Ostatnie dwa: Georga i Barbary od 1996 znajdują się przy wejściu do kaplicy św. Wojciecha na opolskim Wzgórzu Uniwersyteckim - Uniwersytetu Opolskiego[8].
- zespół dworski:
  - dwór, XVI w., przełom XVIII/XIX w.
  - park, z drugiej połowy XIX w.